# Hergart Wilmanns
Hergart Wilmanns (* 5. August 1928 in Bonn; † 25. Mai 2007 in München) war eine deutsche Osteuropa-Forscherin, Soziologin und Schriftstellerin.

## Leben
Hergart Wilmanns wurde geboren als Tochter des Agrarwissenschaftlers Wolfgang Wilmanns; die Medizinhistorikerin Juliane C. Wilmanns war ihre Schwester. Wilmanns wuchs in Bonn und Leipzig auf. Sie wandte sich schon als Jugendliche gegen die Fremdenfeindlichkeit und Intoleranz unter dem nationalsozialistischen Regime. Während des Krieges lernt sie bei Kontakten mit Kriegsgefangenen Russisch und erlebt das Kriegsende in Sachsen.
1947 wurde sie von der sowjetischen Militärverwaltung in Berlin wegen Spionagetätigkeit für Großbritannien zu zehn Jahren Arbeitserziehungslager verurteilt und in das russische Kohlerevier Workuta im Polargebiet nördlich des Urals verschleppt, wo sie Zwangsarbeit leisten musste. 1953 wurde Hergart Wilmanns aus der Sowjetunion entlassen.
Nach ihrer Rückkehr machte sie 1954 Abitur und studierte Slawistik, Volkswirtschaftslehre und Sozialwissenschaften an den Universitäten Marburg, Göttingen und Kiel. In Kiel wurde sie 1959 promoviert. Nach einem einjährigen Forschungsaufenthalt an der Harvard University hatte sie ab 1961 Anstellungen an den Universitäten Frankfurt, Freiburg und München, wo sie sich der Osteuropaforschung widmete. Zudem war sie in den sechziger Jahren zu Forschungsaufenthalten an den Universitäten Warschau, Moskau und Leningrad eingeladen. An der Universität München lehrte sie zuletzt polnische und sowjetische Soziologie. Von 1971 bis 1992 arbeitete im Bayerischen Staatsministerium für Umweltfragen.
Nach ihrer Pensionierung schrieb sie ihre Erlebnisse in der sowjetischen Gefangenschaft in ihrem Buch Blumen im Beton nieder, zu dem Rita Süssmuth ein Vorwort verfasste.
Hergart Wilmanns war verheiratet und Mutter einer Tochter.

## Schriften (Auswahl)
- Untersuchung der Nachrichten über das altrusische Grundunterrichtswesen bis 1500. Dissertation, Universität Kiel, 24. Juli 1959.
- Dirigismus oder Förderung? Die Freizeitpädagogik im Lichte der Schulreform in der Sowjetunion und in Polen. In: Jahrbuch für Psychologie, Psychotherapie und medizinische Anthropologie. Jg. 13 (1965), H. 1/2, S. 10–42.
- Die sozioökonomische Problematik der Freizeit in der Sowjetunion. In: Jahrbuch für Sozialwissenschaft: Zeitschrift für Wirtschaftswissenschaften. Bd. 18 (1967), H. 3, S. 273–315 (JSTOR:20714007 bei JSTOR).
- Zur Struktur- und Faktorenanalyse bei der Wirtschaftsregionalisierung in der Sowjetunion und der sozioökonomischen Arbeitskräfteproblematik. In: Osteuropa. Bd. 14 (1969), H. 3, S. 161–182.
- Raumbezogene Problemanalyse und Erkenntniswert von Informationen in der Landesentwicklung. In: Österreichisches Institut für Raumplanung: Mitteilungen. 1978, H. 3, S. 95–117.
- Blumen im Beton: Russlandreisen mit und ohne Pass. Mit einem Vorwort von Rita Süssmuth. Spätlese, Nürnberg 2001, ISBN 3-924461-21-X.